# 劉英 (前趙)
劉英（3世纪?—313年），字丽芳，十六国之匈奴汉国昭武帝刘聪妃。太保劉殷的女儿，劉娥的姐姐。姿色冠时，通晓政事。
嘉平二年（312年）正月，劉英封为左贵嫔，妹妹劉娥被封为右贵嫔，侄女四人皆为贵人，六刘从此在后宫专宠，刘聪极少上朝理事，凡事都由左贵嫔劉英处理。刘英文词机辩，晓政过于劉娥。刘聪的母亲张太后很不满，将自己弟弟的两个女儿张徽光、张丽光送入宫中，封为贵人。
313年，刘聪原配呼延皇后去世。刘聪要立刘英为皇后，张太后坚决反对，要求立张徽光做皇后，不久刘英就不明不白去世了。刘聪没法，只好在十二月立了张徽光做皇后。
一个月之后，张太后病死，张徽光不久去世。六月，刘聪立刘英的妹妹刘娥为皇后，并追谥刘英为武德皇后。